# Edi Rama
Edvin "Edi" Rama (Tirana, 4. srpnja 1964.), albanski je političar, umjetnik, pisac i košarkaš, trenutačni predsjednik Vlade Albanije od 11. rujna 2013. godine. Predsjednik je Socijalističke partije Albanije od 2005. godine. Prethodno je bio ministar kulture, mladih i športa od 1998. do 2000., te gradonačelnik Tirane od 2000. do 2011. godine.
Edi Rama je jedini albanski premijer čija je stranka tri puta pobijedila na izborima.

## Karijera
Bio je predsjednik Albanske udruge gradonačelnika i Ministar kulture u Vladi Republike Albanije. Poznat je po svojim projektima uklanjanja kioska, proširivanja ulica koje je po njegovom ovlašćenju vršeno preko zemljišta u privatnom posjedu kao i uklanjanja ilegalno podignutih objekata s javnih površina, obala rječice Lana i javnih parkova.
Godine 2004. dobio je nagradu Svjetski gradonačelnik., a 2005. je uvršten na Timeovu listu europskih heroja. Pored albanskog, tečno govori engleski, francuski i talijanski jezik. 

## Vanjske poveznice
- BBC - The mayor transforming Tirana